# Asociația artiștilor independenți
Asociația artiștilor independenți a fost o societate artistică înființată în toamna anului 1915. Motivațiile creării ei au fost similare celor ale Societății Cenaclul idealist, înființat în același an. Organizația, în mod asemănător Cenalului idealist, a fost fondată de alți tineri absolvenți ai Școlii de Belle-Arte din București. Scopul principal al ei, a fost întrajutorarea societarilor pentru a se face cunoscuți publicului amator de artă. În scurt timp de la înființare, în ziua de 6 ianuarie 1916, a deschis o expoziție în Sala Minerva din bulevardul Academiei nr. 3 din București.
Au fost prezente 208 de picturi în ulei, acuarele, desene și sculpturi realizate de cei nouă membri ai societății - Aurel Jiquidi, Petre Bulgăraș, Alexandru Poitevin-Scheletti, Alexis Macedonski, soția acestuia - d-na Solaro, d-ra Lucreția Petrovici - ce a venit și cu exponate de artă decorativă, Gheorghe Georgescu și George Dimitriu. Unii au avut puține lucrări - George Dimitriu cu Melancolia și Aurel Jiquidi care a avut doar șapte acuarele. Alții mai productivi, au avut fiecare în parte lucrări cât pentru o expoziție personală. Așa au fost Alexis Macedonski cu 30 de picturi în ulei, soția sa cu 40 de desene, 11 acuarele și 33 de picturi în ulei.
Expoziția societății a trecut neobservată de către cronica de presă.
Din cauza intrării României în Primul Război Mondial, societatea și-a încetat activitatea.